# Half the World Is Watching Me
Half the World Is Watching Me é um álbum da banda de rock dinamarquesa Mew, de 2000.

## Faixas
1. Am I Wry? No (4:43)
2. Mica (2:58)
3. Saliva (4:08)
4. King Christian (4:25)
5. Her Voice Is Beyond Her Years (3:16)
6. 156 (4:48)
7. Symmetry (5:18)
8. Comforting Sounds (8:46)
9. She Came Home For Christmas (4:01) (bônus)
10. I Should Have Been A Tsin-Tsi (For You) (2:01) (bônus)